# Twentieth Century Pictures
Ne doit pas être confondu avec 20th Century Studios.
Twentieth Century Pictures, Inc. est une société indépendante de production cinématographique hollywoodienne créée en 1933 par Joseph Schenck (ancien président de United Artists) et Darryl F. Zanuck de Warner Bros. En 1935, la société fusionne avec la Fox Film Corporation pour former 20th Century-Fox, devenue l'une des majors du cinéma.
Le studio est racheté dans les années 1980 par Rupert Murdoch, fondateur de News Corporation, puis en 2020 par Disney ; Disney renomme sa nouvelle filiale 20th Century Studios pour la dissocier de celles de Murdoch qui conservent le nom « Fox ».

## Historique
Darryl Zanuck et Joseph Schenck fondent Twentieth Century Pictures en 1932 grâce au soutien financier du frère cadet du second, Nicholas Schenck, président de la chaîne de salles de spectacles Loew's qui possède Metro-Goldwyn-Mayer (MGM) ; de Louis B. Mayer, cofondateur de MGM, qui cherche un poste pour son gendre William Goetz ; de la Bank of America ; et de Herbert J. Yates, propriétaire du laboratoire de traitement de films Consolidated Film Industries (qui fondera en 1935 la Republic Pictures Corporation).
Schenck est le président de la société, Zanuck le chef de production, Goetz et Raymond Griffith sont vice-présidents. Les premières stars sous contrat de Twentieth Century Pictures sont George Arliss, Constance Bennett et Loretta Young ; cependant, l'implication de Goetz permet d'« emprunter » des artistes affiliés à la MGM. La société loue un espace aux studios Samuel Goldwyn pour les tournages et recourt à la United Artists pour distribuer ses productions.

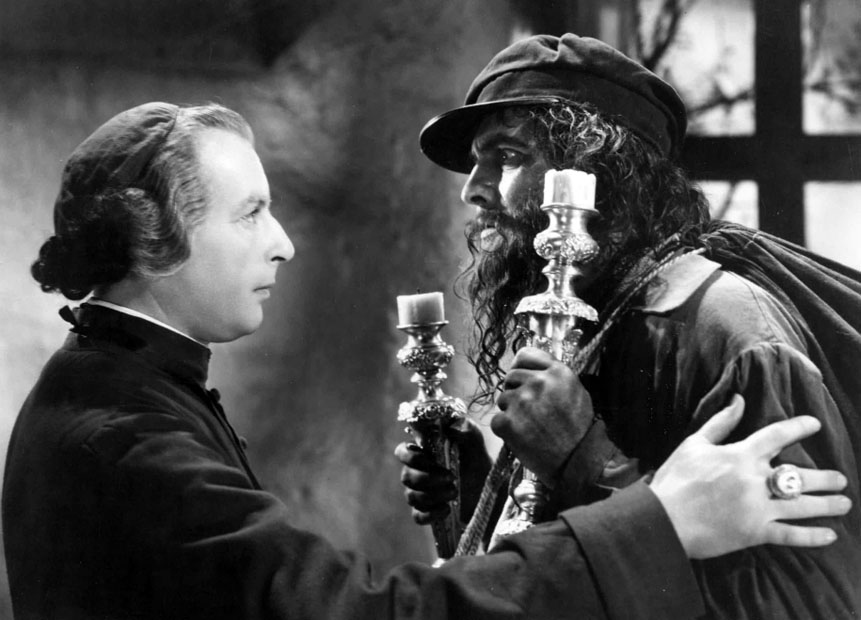
Cedric Hardwicke et Fredric March dans Les Misérables (1935).

L'entreprise connaît le succcès dès ses débuts ; sur ses 18 premiers films, un seul, Born to Be Bad, est un échec financier. Sa production de 1934, La Maison des Rothschild, est nommée pour l'Oscar du meilleur film, tout comme l'année suivante son adaptation des Misérables de Victor Hugo. Ce dernier film est depuis devenu un classique.
À l'hiver 1934 éclate une dispute avec la United Artists (UA), qui refuse de vendre des actions à Zanuck pour le faire entrer dans son conseil. Mary Pickford, cofondatrice de l'UA, s'inquiète en effet de diluer la valeur des avoirs d'un autre actionnaire cofondateur, D. W. Griffith. Schenck, actionnaire depuis plus de dix ans, démissionne de l'UA pour protester contre le mauvais traitement fait à Zanuck et à Twentieth Century. S'engagent alors des discussions avec d'autres distributeurs, ce qui mène au printemps 1935 à des pourparlers avec la Fox Film Corporation en faillite. Fox Film avait été fondée en 1915, à l'ère du cinéma muet, par William Fox. Les deux studios fusionnent pour former 20th Century-Fox (le trait d'union sera abandonné en 1985).
Pendant de nombreuses années, la 20th Century Fox considère avoir été fondée en 1915. Par exemple, elle célèbre son 30e anniversaire en 1945. Cependant, elle revendique maintenant la fusion de 1935 comme date de fondation.

## Liste des films

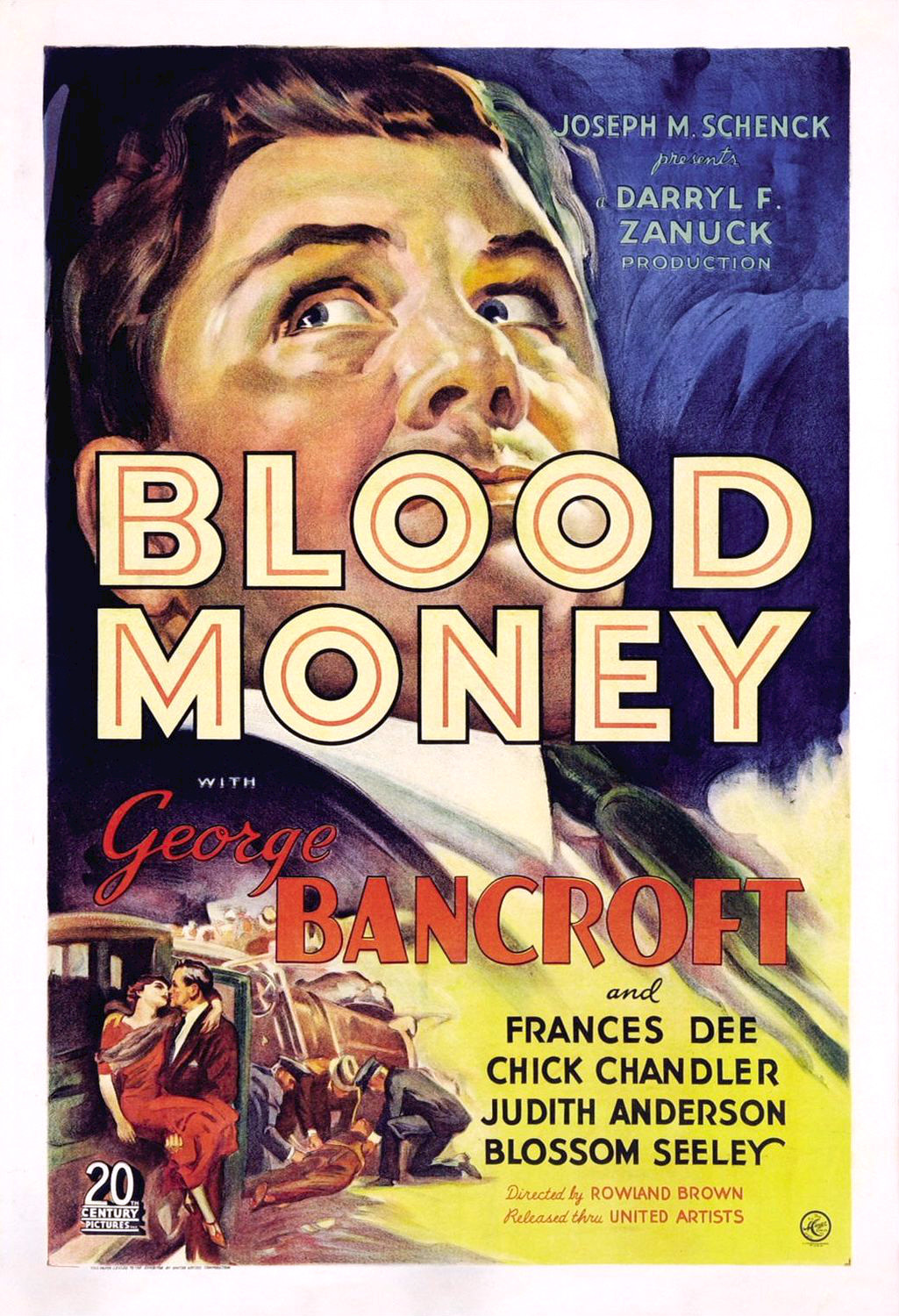

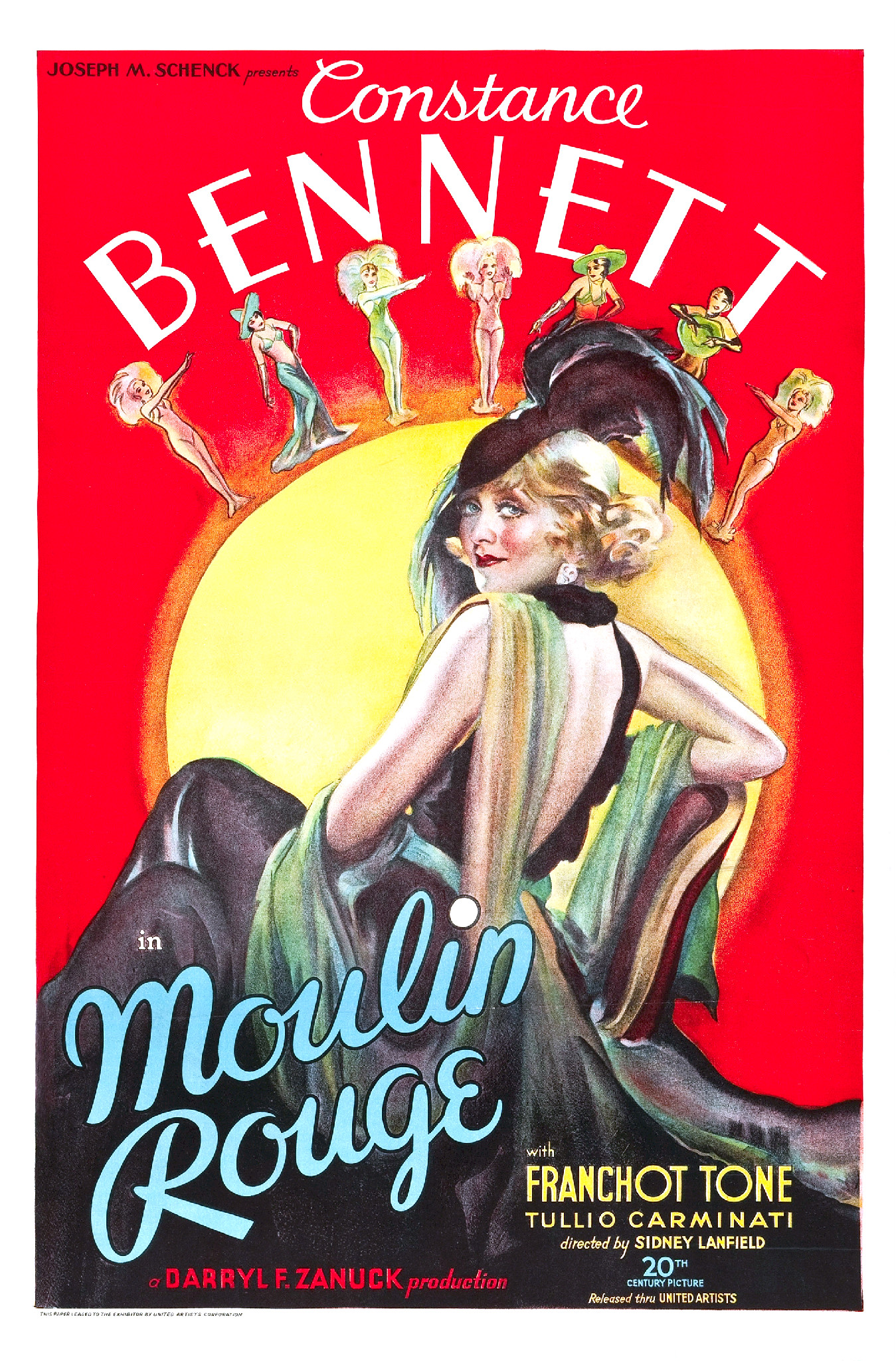

| Date de sortie    | Titre                                                                         |
| ----------------- | ----------------------------------------------------------------------------- |
| 7 octobre 1933    | Les Faubourgs de New York (The Bowery)                                        |
| 2 novembre 1933   | Nuits de Broadway (Broadway Through a Keyhole)                                |
| 17 novembre 1933  | La Boule rouge (Blood Money)                                                  |
| 1er décembre 1933 | Conseils aux cœurs brisés (en) (Advice to the Lovelorn)                       |
| 7 décembre 1933   | Femme d'honneur (Gallant Lady)                                                |
| 19 janvier 1934   | L'Étoile du Moulin-Rouge (Moulin Rouge)                                       |
| 29 mars 1934      | Looking for Trouble                                                           |
| 7 avril 1934      | La Maison des Rothschild (The House of Rothschild)                            |
| 28 avril 1934     | The Last Gentleman (en)                                                       |
| 18 mai 1934       | Born to Be Bad                                                                |
| 15 août 1934      | Le Retour de Bulldog Drummond (Bulldog Drummond Strikes Back)                 |
| 24 août 1934      | Les Amours de Cellini (The Affairs of Cellini)                                |
| 23 décembre 1934  | Le Grand Barnum (The Mighty Barnum)                                           |
| 25 janvier 1935   | Le Conquérant des Indes (Clive of India)                                      |
| 22 février 1935   | Folies-Bergère (Folies Bergère de Paris)                                      |
| 20 avril 1935     | Les Misérables                                                                |
| 28 avril 1935     | Cardinal Richelieu                                                            |
| 9 août 1935       | L'Appel de la forêt (The Call of the Wild)                                    |
| 8 novembre 1935   | Le Roman d'un chanteur (Metropolitan)                                         |
| 14 novembre 1935  | L'Homme qui fait sauter la banque (The Man Who Broke the Bank at Monte Carlo) |
| 15 novembre 1935  | Votez pour moi (Thanks a Million)                                             |
| 6 décembre 1935   | Pas de pitié pour les kidnappeurs (Show Then No Mercy!)                       |
| 10 avril 1936     | Message à Garcia (A Message to Garcia)                                        |